# Test Valley
Test Valley (« Vallée du Test ») est un district non métropolitain du Hampshire, en Angleterre. Il est situé dans l'ouest du comté, à la frontière avec le Wiltshire. Son nom provient d'un fleuve, le Test. Son chef-lieu est Andover.

## Composition
Le district est composé des villes et paroisses civiles suivantes :
- Abbotts Ann
- Ampfield
- Amport
- Andover
- Appleshaw
- Ashley
- Awbridge
- Barton Stacey
- Bossington
- Braishfield
- Broughton
- Buckholt
- Bullington
- Charlton
- Chilbolton
- Chilworth
- East Dean
- East Tytherley
- Enham Alamein
- Faccombe
- Frenchmoor
- Fyfield
- Goodworth Clatford
- Grateley
- Houghton
- Hurstbourne Tarrant
- Kimpton
- Kings Somborne
- Leckford
- Linkenholt
- Little Somborne
- Lockerley
- Longparish
- Longstock
- Melchet Park and Plaitford
- Michelmersh and Timsbury
- Monxton
- Mottisfont
- Nether Wallop
- North Baddesley
- Nursling and Rownhams
- Over Wallop
- Penton Grafton
- Penton Mewsey
- Quarley
- Romsey
- Romsey Extra
- Sherfield English
- Shipton Bellinger
- Smannell
- Stockbridge
- Tangley
- Thruxton
- Upper Clatford
- Valley Park
- Vernhams Dean
- Wellow
- West Tytherley
- Wherwell